# Central Elèctrica Berenguer
La Central Elèctrica Berenguer era una obra de Girona inclosa a l'Inventari del Patrimoni Arquitectònic de Catalunya.

## Descripció
És un conjunt d'edificacions de tipus industrial format per diferents naus rectangulars. La part més interessant és la que construí Joan Roca i Pinet, formada per una primera planta amb una gran porta d'arcada flanquejada per dues finestres el·líptiques i un sòcol decorat amb còdols. La segona té un finestral horitzontal i dues finestres més petites a cada costat. Al frontó hi ha una espècie de reixat d'obra amb un medalló al centre. El mur és arrebossat amb un granulat molt pronunciat.

## Història
L'obra data de 1922-24, però el 1935 se li feu una ampliació que desmillorà notablement el conjunt. Fa poc temps s'ha enderrocat alguna de les naus i la torratxa.